# Male (Foetus)
Male è un album dal vivo di Foetus, qui accreditato come Foetus in Excelsis Corruptus Deluxe, progetto del musicista australiano James George Thirlwell, pubblicato nel 1992 dalla Big Cat Records.

## Il disco
Il disco venne registrato il 3 novembre del 1990, presso il famoso locale CBGB di Manhattan. Nel 1993, venne pubblicato anche un VHS dell'esibizione, che, però, non mostra le immagini del concerto.
I brani Death Rape 2000, Stumbo e Someone Drowned in My Pool sono, originariamente, dell'altro progetto di Thirlwell, i Wiseblood. Faith Healer è la reinterpretazione di un brano The Sensational Alex Harvey Band. Behemoth è la reinterpretazione di un brano dei Tad. Puppet Dude è un libero rifacimento della canzone Rocket Man di Elton John.

## Tracce
Tutti i brani son di James George Thirlwell, eccetto dove indicato.

### Disco 1
1. Free James Brown – 4:36
2. Fin – 1:56
3. Hot Horse – 5:08
4. English Faggot – 6:25
5. Faith Healer (Alex Harvey/Hugh McKenna) – 7:20
6. Honey I'm Home (Thirlwell/Roli Mosimann) – 9:25
7. Butterfly Potion – 3:09
8. I'll Meet You in Poland Baby – 7:43

### Disco 2
1. Anything (Viva!) – 8:41
2. Death Rape 2000 – 1:59
3. Puppt Dude (Thirlwell/Don Fleming/Jay Spiegel/Jim Dunbar) – 4:56
4. Stumbo (Thirlwell/Mosimann) – 7:55
5. Someone Drowned in My Pool – 9:25
6. Behemoth (TAD) – 8:05
7. Your Salvation – 14:24

## Formazione
- Clint Ruin James George Thirlwell - voce

## Altri musicisti
- Algis Kizys - Basso
- David Ouimet - Samplers, Trombone
- Norman Westberg - Chitarra
- Hahn Rowe - Violino, Chitarra
- Vinnie Signorelli - Batteria

## VHS
1. Free James Brown
2. Fin
3. Hot Horse
4. English Faggot
5. Faith Healer
6. Honey I'm Home
7. Butterfly Potion
8. I'll Meet You in Poland Baby
9. Anything (Viva!)
10. Death Rape 2000
11. Stumbo
12. Behemoth
13. Your Salvation